# San Lorenzo Savall
San Lorenzo Savall (oficialmente y en catalán Sant Llorenç Savall) es un municipio español de la comarca del Vallés Occidental, en la provincia de Barcelona, comunidad autónoma de Cataluña.
Está situado en la parte septentrional de su comarca, en el límite con las del Bages el Moyanés y el Vallés Oriental. Entre su patrimonio histórico-artístico destacan las ruinas del castillo de La Pera y la iglesia románica de Sant Feliu de Vallcarca, así como los restos de un dolmen prehistórico.

## Demografía
San Lorenzo Savall cuenta con una población de 2586 habitantes (INE 2024).
| Gráfica de evolución demográfica de San Lorenzo Savall entre 1842 y 2021 |
| |
| Población de derecho según los censos de población del INE. Población de hecho según los censos de población del INE.En estos censos se denominaba San Lorenzo Saball: 1842 y 1857. En estos censos se denominaba San Lorenzo Savall: 1860, 1877, 1887, 1897, 1900, 1910, 1920, 1930, 1940, 1950, 1960, 1970 y 1981. |

San Lorenzo Savall está formado por tres núcleos o entidades de población, San Lorenzo, Les Marines y la Comabella.

### Evolución demográfica
| 1406                       | 1667 | 1705 | 1901 | 2313 |
| (Fuente: [cita requerida]) |      |      |      |      |

- Gráfico demográfico de San Lorenzo Savall entre 1717 y 2007

1717-1981: población de hecho; 1990-: población de derecho

## Blasonado

### Escudo
Escudo embaldosado: de oro, una parrilla de sable con el mango arriba, y 2 palmas de sinople saliendo una a cada lado de la base del mango, acompañada de 2 rosas de gules, una a cada lado del mango. Por timbre una corona mural de villa.
Fue aprobado el 11 de julio de 1990.
La parrilla y las palmas son los atributos de San Lorenzo mártir, (Sant Llorenç màrtir) patrón de la villa. Las rosas son un señal tradicional, probablemente una alusión al valle que figura al nombre de la población.

## Administración y política
| Periodo   | Nombre                   | Partido |
| --------- | ------------------------ | ------- |
| 1995-1999 | Magí Rovira              | ERC     |
| 1999-2003 | Olga Olivé               | CIU     |
| 2003-2007 | Ricard Torralba Llauradó | ERC     |
| 2007-2011 | Ricard Torralba Llauradó | ERC     |
| 2011-2015 | Ricard Torralba Llauradó | ERC     |
| 2015-2019 | Ricard Torralba Llauradó | ERC     |